# Attila Filkor
Attila Filkor (Budapest, 12 luglio 1988) è un ex calciatore ungherese, di ruolo centrocampista.

## Carriera

### Club
Cresciuto nelle giovanili dell'MTK Budapest successivamente ha giocato nel settore giovanile dal club maltese del Pietà Hotspurs e nell'estate del 2006 è stato acquistato dell'Inter. Con la squadra milanese ha giocato due partite nella Coppa Italia 2006-2007 e poi nel gennaio 2008 è passato in prestito al Grosseto con cui ha disputato 14 gare in Serie B. Durante il calciomercato estivo, precisamente l'8 luglio 2008, è stato ceduto in prestito al Sassuolo, neo-promosso ed esordiente assoluto tra i "cadetti" (come del resto lo era anche il Grosseto nella passata stagione). Il 29 gennaio 2010 ha lasciato i neroverdi per accasarsi al Gallipoli, sposando per la terza volta il progetto di una società esordiente in Serie B. Al termine della stagione i pugliesi sono retrocessi in Prima Divisione e Filkor ha fatto ritorno all'Inter.
Il 16 luglio 2010 è stato acquistato a titolo definitivo dal Milan. Il 6 agosto 2010 dopo aver svolto buona parte del ritiro disputando anche alcune amichevoli con i rossoneri è passato in prestito alla Triestina, con la cui maglia ha segnato la sua prima rete ufficiale in Italia il 2 ottobre 2010 nella vittoria 3 a 0 contro il Crotone. L'8 luglio 2011 è stato ufficializzato il suo trasferimento dal Milan al Livorno, in prestito con diritto di riscatto a favore della società toscana, con cui disputa 27 partite tra campionato di Serie B e Coppa Italia. Dopo essere tornato al Milan, il 28 agosto 2012 è stato acquistato in prestito al Bari, risolto il 16 gennaio 2013 dopo 10 presenze con la maglia della squadra pugliese. Il giorno seguente è passato alla Pro Vercelli, nuovamente a titolo temporaneo.
Il 27 agosto 2013 si è trasferito allo Châteauroux, militante nella Ligue 2, in prestito con diritto di riscatto dal Milan, mentre il 1º settembre dell'anno seguente è passato in prestito annuale all'Avellino, in Serie B.
L'esordio con gli irpini è avvenuto in occasione del turno infrasettimanale valido per l'undicesima giornata di Serie B sul campo del Perugia. Nell'occasione è subentrato al 25º minuto della ripresa ad Arnor Angeli e si è reso protagonista di un'espulsione nel giro di 19 minuti per doppio cartellino giallo che ha provocato un rigore per gli umbri poi parato da Alfred Gomis a Rodrigo Taddei. È ritornato in campo con i lupi il 30 novembre partendo titolare nella sfida contro la Virtus Entella e venendo sostituito nella ripresa da Arnor Angeli. La situazione si è ripetuta anche il 6 dicembre, in occasione della gara interna contro il Crotone: Attila è ripartito nuovamente nell'undici iniziale, per essere poi sostituito nella ripresa da Mohamed Soumaré. Alla fine del girone di andata è stato messo fuori rosa dalla squadra biancoverde e, dopo aver fallito alcuni provini con squadre dell'Est Europa, è rientrato ad Avellino dove è finito ai margini della squadra.
Il 1º luglio, scaduto il prestito all'Avellino e il suo contratto con il Milan, si è trasferito all'Újpest, club ungherese, facendo ritorno in patria dopo 9 anni. Al termine della stagione si trasferisce al Gyirmót, club neoporomosso per la prima volta nella sua storia nella massima serie magiara. Gioca da titolare per tutta la prima parte della stagione, segnando il gol che regalerà la vittoria alla sua squadra per 1-0 il 21 settembre contro il Vasas, tornando alla rete dopo sei anni, l'11 gennaio 2017 dopo 16 presenze ed un gol si svincola dal club di Győr.
Dopo un periodo da svincolato si accasa al Budafok, restando fino alla naturale scadenza del contratto, diventando capitano della squadra, centrando anche una promozione in massima serie, lasciando la squadra al termine della stagione 2022-23 con 102 presenze ed un gol.
A luglio 2023 all'età di 34 anni, si ritira dal calcio giocato.

### Dirigente
Ritiratosi dal calcio giocato, nel 2023 diventa il direttore generale/sportivo del Budafok.

### Nazionale
Filkor è stato titolare fisso e capitano della Nazionale ungherese Under-19.
Il 19 agosto 2008 ha segnato la sua prima rete con la maglia dell'Under-21, nella gara valevole alle qualificazioni per l'Europeo di categoria del 2009; Filkor ha segnato su rigore all'88º minuto della partita vinta 5-0 disputata contro la selezione di parì età di San Marino.
È stato convocato per la prima volta nella Nazionale maggiore ungherese nel novembre 2006 per una gara amichevole contro il Canada e vi ha esordito il 7 febbraio 2007 in amichevole contro la Lettonia. Con la Nazionale ungherese, sempre nel 2007, ha disputato anche 3 partite di qualificazione all'Europeo 2008.

## Statistiche

### Presenze e reti nei club
Statistiche aggiornate al 4 maggio 2020.
| Stagione        | Squadra         | Campionato      | Campionato | Campionato | Coppe nazionali | Coppe nazionali | Coppe nazionali | Coppe continentali | Coppe continentali | Coppe continentali | Altre coppe | Altre coppe | Altre coppe | Totale | Totale |
| Stagione        | Squadra         | Comp            | Pres       | Reti       | Comp            | Pres            | Reti            | Comp               | Pres               | Reti               | Comp        | Pres        | Reti        | Pres   | Reti   |
| --------------- | --------------- | --------------- | ---------- | ---------- | --------------- | --------------- | --------------- | ------------------ | ------------------ | ------------------ | ----------- | ----------- | ----------- | ------ | ------ |
| 2006-2007       | Inter           | A               | 0          | 0          | CI              | 2               | 0               | UCL                | 0                  | 0                  | SI          | 0           | 0           | 2      | 0      |
| 2007-gen. 2008  | Inter           | A               | 0          | 0          | CI              | 0               | 0               | UCL                | 0                  | 0                  | SI          | 0           | 0           | 0      | 0      |
| Totale Inter    | Totale Inter    | Totale Inter    | 0          | 0          |                 | 2               | 0               |                    | 0                  | 0                  |             | 0           | 0           | 2      | 0      |
| gen.-giu. 2008  | Grosseto        | B               | 14         | 0          | CI              | -               | -               | -                  | -                  | -                  | -           | -           | -           | 14     | 0      |
| 2008-2009       | Sassuolo        | B               | 10         | 0          | CI              | 3               | 0               | -                  | -                  | -                  | -           | -           | -           | 13     | 0      |
| 2009-gen. 2010  | Sassuolo        | B               | 5          | 0          | CI              | 0               | 0               | -                  | -                  | -                  | -           | -           | -           | 5      | 0      |
| Totale Sassuolo | Totale Sassuolo | Totale Sassuolo | 15         | 0          |                 | 3               | 0               |                    | -                  | -                  |             | -           | -           | 18     | 0      |
| gen.-giu. 2010  | Gallipoli       | B               | 12         | 0          | CI              | -               | -               | -                  | -                  | -                  | -           | -           | -           | 12     | 0      |
| 2010-2011       | Triestina       | B               | 26         | 2          | CI              | 0               | 0               | -                  | -                  | -                  | -           | -           | -           | 26     | 2      |
| 2011-2012       | Livorno         | B               | 26         | 0          | CI              | 1               | 0               | -                  | -                  | -                  | -           | -           | -           | 27     | 0      |
| 2012-gen. 2013  | Bari            | B               | 10         | 0          | CI              | -               | -               | -                  | -                  | -                  | -           | -           | -           | 10     | 0      |
| gen.-giu. 2013  | Pro Vercelli    | B               | 11         | 0          | CI              | -               | -               | -                  | -                  | -                  | -           | -           | -           | 11     | 0      |
| 2013-2014       | Châteauroux     | L2              | 13         | 0          | CF+CdL          | 1+0             | 0               | -                  | -                  | -                  | -           | -           | -           | 14     | 0      |
| 2013-2014       | Châteauroux 2   | CFA2            | 2          | 0          | -               | -               | -               | -                  | -                  | -                  | -           | -           | -           | 2      | 0      |
| 2014-2015       | Avellino        | B               | 3          | 0          | CI              | 0               | 0               | -                  | -                  | -                  | -           | -           | -           | 3      | 0      |
| 2015-2016       | Újpest          | NBI             | 7          | 0          | MK              | 3               | 0               | -                  | -                  | -                  | -           | -           | -           | 10     | 0      |
| 2016-gen. 2017  | Gyirmót         | NBI             | 16         | 1          | MK              | 1               | 0               | -                  | -                  | -                  | -           | -           | -           | 17     | 1      |
| 2017-2018       | Budafok         | NBII            | 25         | 0          | MK              | 3               | 1               | -                  | -                  | -                  | -           | -           | -           | 28     | 1      |
| 2018-2019       | Budafok         | NBII            | 20         | 1          | MK              | 1               | 0               | -                  | -                  | -                  | -           | -           | -           | 21     | 1      |
| 2019-2020       | Budafok         | NBII            | 17         | 0          | MK              | 2               | 0               | -                  | -                  | -                  | -           | -           | -           | 19     | 0      |
| 2020-2021       | Budafok         | NBI             | 18         | 0          | MK              | 0               | 0               | -                  | -                  | -                  | -           | -           | -           | 18     | 0      |
| 2021-2022       | Budafok         | NBII            | 20         | 0          | MK              | 0               | 0               |                    | -                  | -                  |             | -           | -           | 20     | 0      |
| 2022-2023       | Budafok         | NBII            | 0          | 0          | MK              | 1               | 0               |                    | -                  | -                  |             | -           | -           | 1      | 0      |
| Totale Budafok  | Totale Budafok  | Totale Budafok  | 102        | 1          |                 | 7               | 1               |                    | -                  | -                  |             | -           | -           | 109    | 2      |
| Totale carriera | Totale carriera | Totale carriera | 255        | 4          |                 | 17              | 1               |                    | 0                  | 0                  |             | 0           | 0           | 272    | 5      |

### Cronologia presenze e reti in nazionale
| Cronologia completa delle presenze e delle reti in nazionale ― Ungheria | Cronologia completa delle presenze e delle reti in nazionale ― Ungheria | Cronologia completa delle presenze e delle reti in nazionale ― Ungheria | Cronologia completa delle presenze e delle reti in nazionale ― Ungheria | Cronologia completa delle presenze e delle reti in nazionale ― Ungheria | Cronologia completa delle presenze e delle reti in nazionale ― Ungheria | Cronologia completa delle presenze e delle reti in nazionale ― Ungheria | Cronologia completa delle presenze e delle reti in nazionale ― Ungheria |
| Data                                                                    | Città                                                                   | In casa                                                                 | Risultato                                                               | Ospiti                                                                  | Competizione                                                            | Reti                                                                    | Note                                                                    |
| ----------------------------------------------------------------------- | ----------------------------------------------------------------------- | ----------------------------------------------------------------------- | ----------------------------------------------------------------------- | ----------------------------------------------------------------------- | ----------------------------------------------------------------------- | ----------------------------------------------------------------------- | ----------------------------------------------------------------------- |
| 7-2-2007                                                                | Limassol                                                                | Lettonia                                                                | 0 – 2                                                                   | Ungheria                                                                | Torneo di Cipro 2007 - Finale 3º posto                                  | -                                                                       | 89’                                                                     |
| 22-8-2007                                                               | Budapest                                                                | Ungheria                                                                | 3 – 1                                                                   | Italia                                                                  | Amichevole                                                              | -                                                                       | 59’                                                                     |
| 8-9-2007                                                                | Székesfehérvár                                                          | Ungheria                                                                | 1 – 0                                                                   | Bosnia ed Erzegovina                                                    | Qual. Euro 2008                                                         | -                                                                       | 89’                                                                     |
| 13-10-2007                                                              | Budapest                                                                | Ungheria                                                                | 2 – 0                                                                   | Malta                                                                   | Qual. Euro 2008                                                         | -                                                                       | 74’                                                                     |
| 17-10-2007                                                              | Łódź                                                                    | Polonia                                                                 | 0 – 1                                                                   | Ungheria                                                                | Amichevole                                                              | -                                                                       | 90’                                                                     |
| 21-11-2007                                                              | Budapest                                                                | Ungheria                                                                | 1 – 2                                                                   | Grecia                                                                  | Qual. Euro 2008                                                         | -                                                                       | 79’                                                                     |
| Totale                                                                  |                                                                         | Presenze                                                                | 6                                                                       |                                                                         | Reti                                                                    | 0                                                                       |                                                                         |

## Palmarès

### Club

#### Competizioni giovanili
- Campionato Primavera: 1

Inter: 2006-2007

#### Competizioni nazionali
- Supercoppa italiana: 1

Inter: 2006
- Campionato italiano: 1

Inter: 2006-2007